# Nicholas Sloman
Nicholas James Sloman (conocido como Nick Sloman; 30 de octubre de 1997) es un deportista australiano que compite en natación, en la modalidad de aguas abiertas.
Ganó dos medallas en el Campeonato Mundial de Natación, en los años 2023 y 2024, y una medalla de bronce en el Campeonato Pan-Pacífico de Natación de 2018.

## Palmarés internacional
| Campeonato Mundial      | Campeonato Mundial | Campeonato Mundial | Campeonato Mundial |
| Año                     | Lugar              | Medalla            | Prueba             |
| ----------------------- | ------------------ | ------------------ | ------------------ |
| 2023                    | Fukuoka (Japón)    | Medalla de bronce  | Equipo mixto       |
| 2024                    | Doha (Catar)       | Medalla de oro     | Equipo mixto       |
| Campeonato Pan-Pacífico |                    |                    |                    |
| Año                     | Lugar              | Medalla            | Prueba             |
| 2018                    | Tokio (Japón)      | Medalla de bronce  | 10 km              |